# Sådöarna
Sådöarna är öar i Finland. De består av Norra Sådö och Södra Sådö, som skiljs åt av ett mycket smalt sund. De ligger i Finska viken och i kommunen Ingå i landskapet Nyland, i den södra delen av landet. Öarna ligger omkring 49 kilometer väster om Helsingfors.
Arean för båda öarna är 90,2 hektar och dess största längd är 1,6 kilometer i sydväst-nordöstlig riktning.